# Dixeia piscicollis
Dixeia piscicollis är en fjärilsart som beskrevs av Elliot C.G. Pinhey 1972. Dixeia piscicollis ingår i släktet Dixeia och familjen vitfjärilar. Inga underarter finns listade i Catalogue of Life.